# Sint-Nicolaaskerk (Malá Strana)

De Sint-Nicolaaskerk (Tsjechisch: Kostel svatého Mikuláše en soms Chrám svatého Mikuláše) is een van de meestbezochte kerken in de Tsjechische hoofdstad Praag. De in de wijk Malá Strana gelegen kerk is gewijd aan de heilige Nicolaas van Myra. De Sint-Nicolaaskerk staat aan het Malostranské náměstí (Plein van de Malá Strana). Door de 75 meter hoge koepel is de kerk een van de meest in het oog springende gebouwen van de wijk.
De kerk wordt gezien als een van de meest bezienswaardige barokke monumenten van Europa. De bouw van de Sint-Nicolaaskerk vond plaats tijdens de wederopbouw van de stad na de Dertigjarige Oorlog, in de tweede helft van de 17e eeuw. Dit was in de tijd dat de renaissancestijlen plaatsmaakten voor de barok. Zodoende is de Sint-Nicolaaskerk ook gebouwd in barokstijl.
De bouw begon in 1703 en werd uitgevoerd door Kryštof Dientzenhofer en Kilián Ignác Dientzenhofer. De kerk afgebouwd door Kilián’s schoonzoon Anselmo Lurago. Hij bouwde onder andere de klokkentoren. De koepel werd nog voltooid vlak voor Kilián’s dood.
Het interieur heeft beelden en versieringen in marmer en goud en fresco’s. Op het plafond van het schip schilderde Jan Lukáš Kracker een fresco over het leven van Sint Nicolaas met een oppervlakte van 1500 m². Op het plafond van de koepel schilderde Franz Palko de Viering van de Heilige Drie-eenheid.

## Fotogalerij

Sint-Nicolaaskerk (Malá Strana) - Kostel svatého Mikuláše
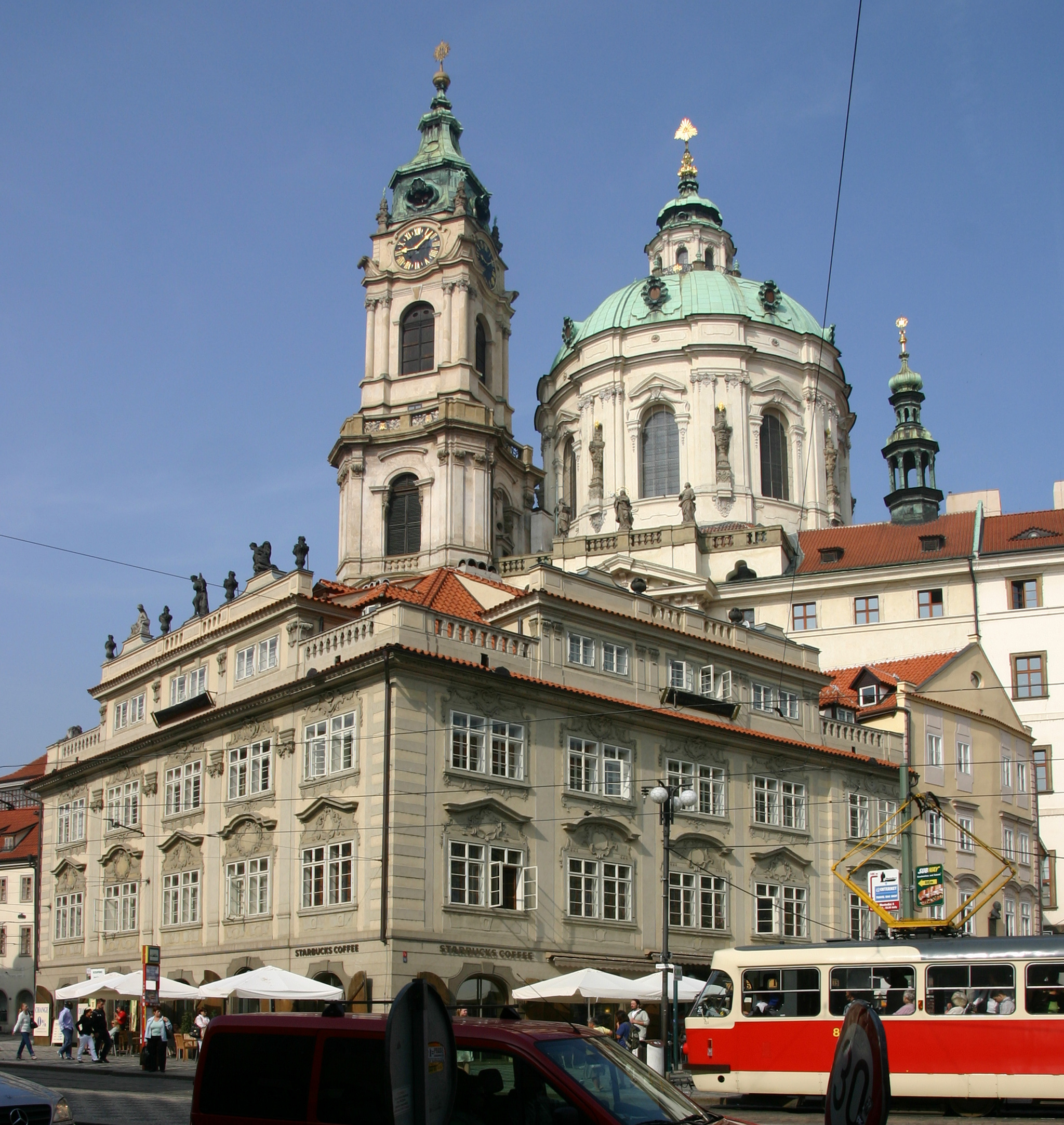
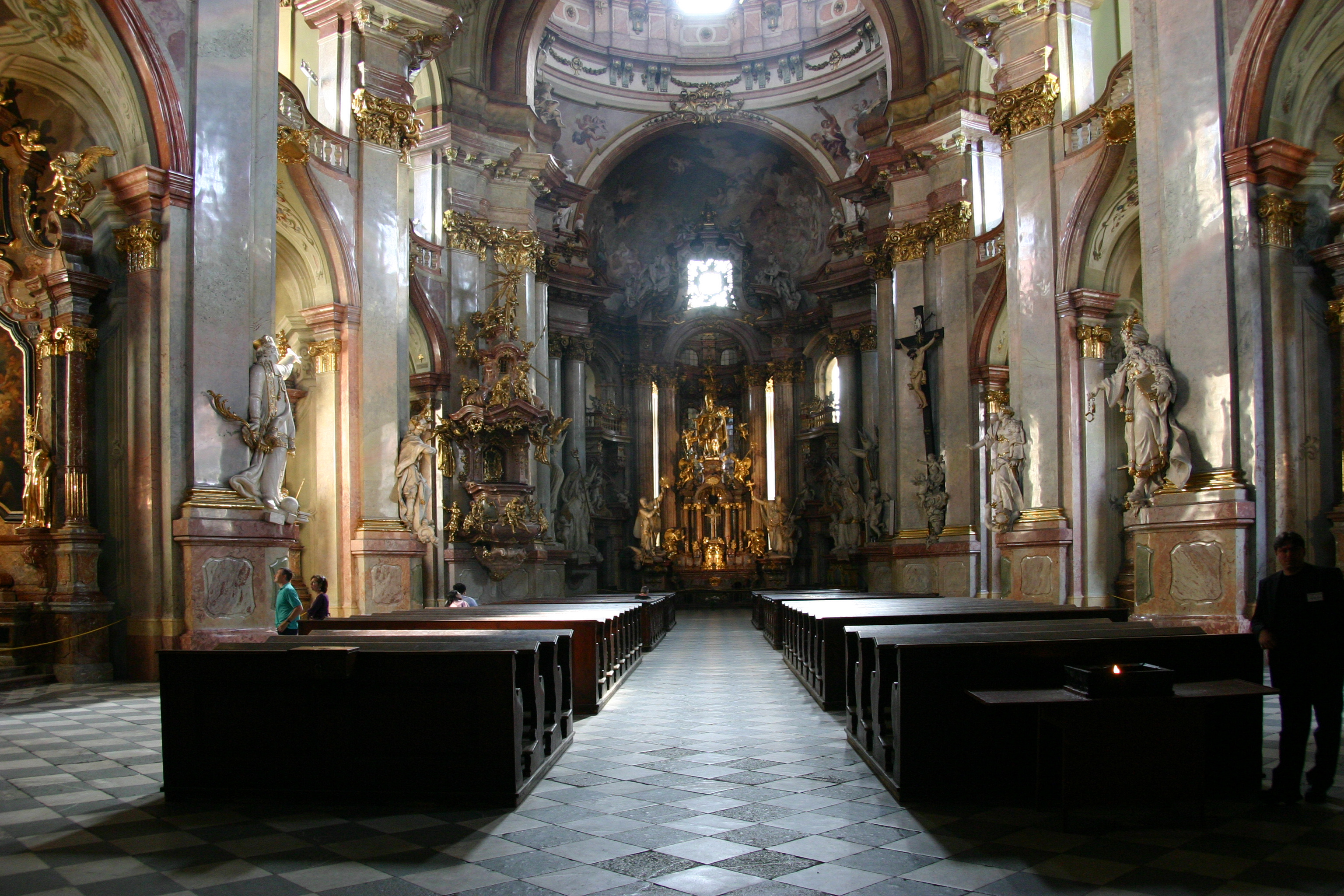
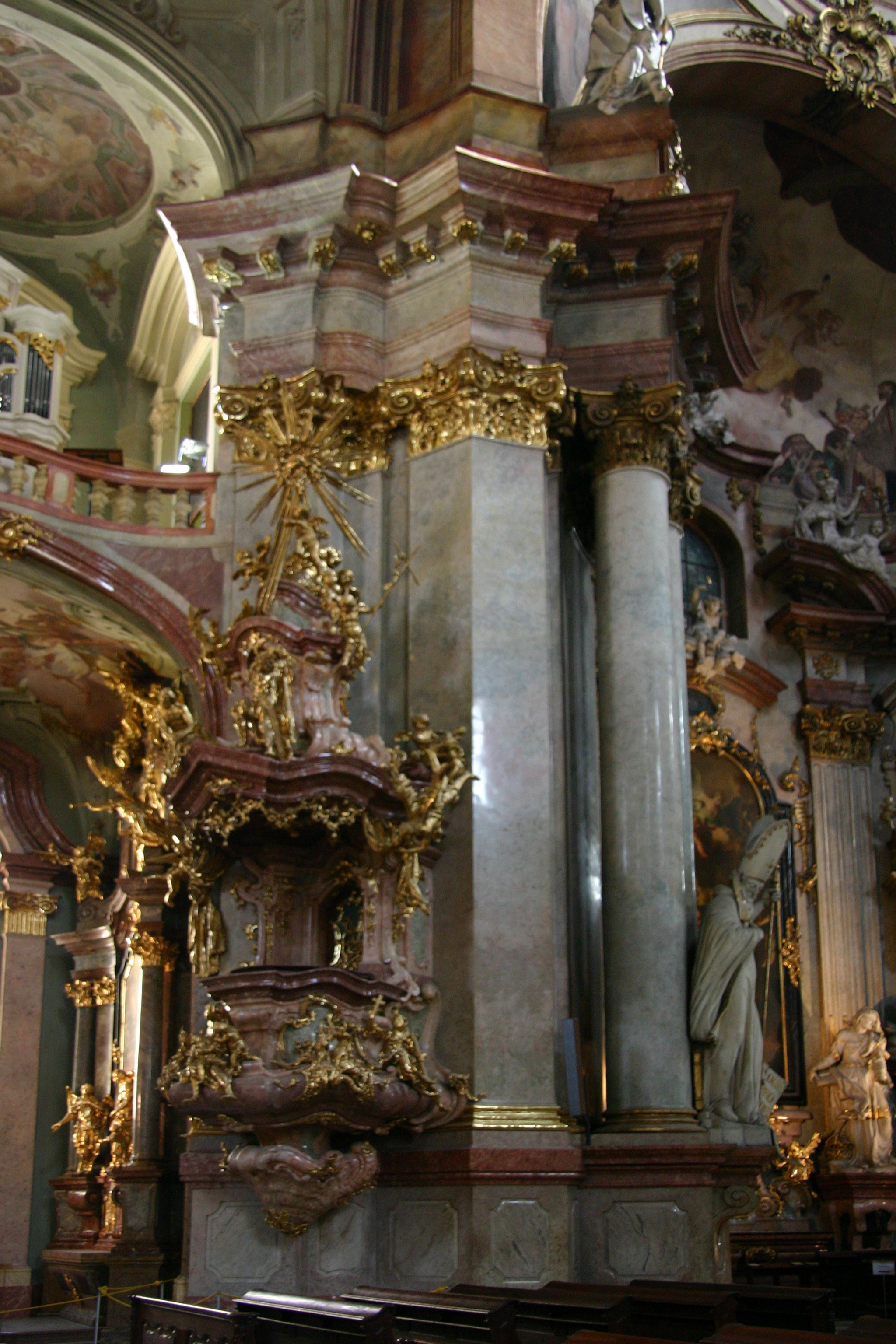
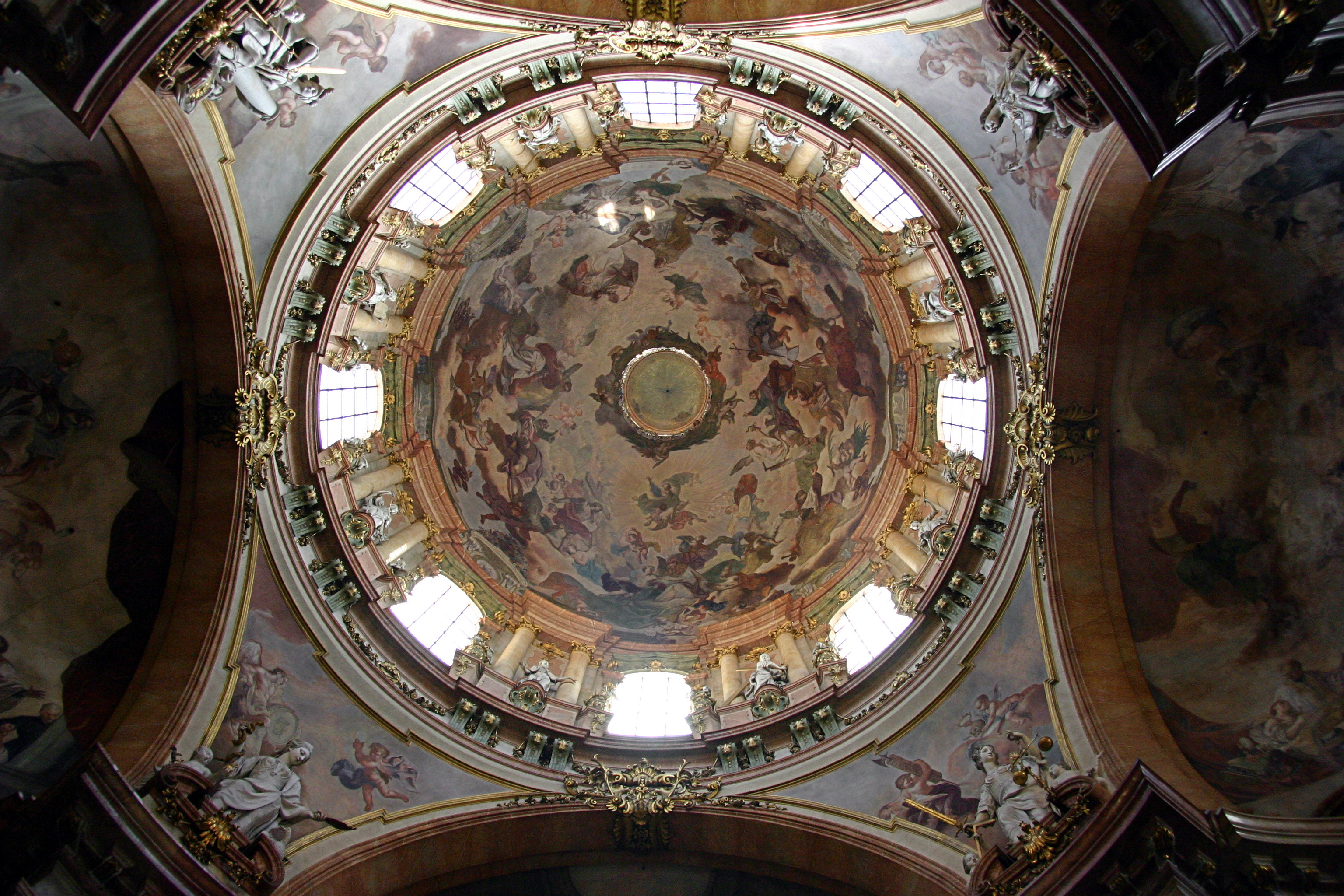
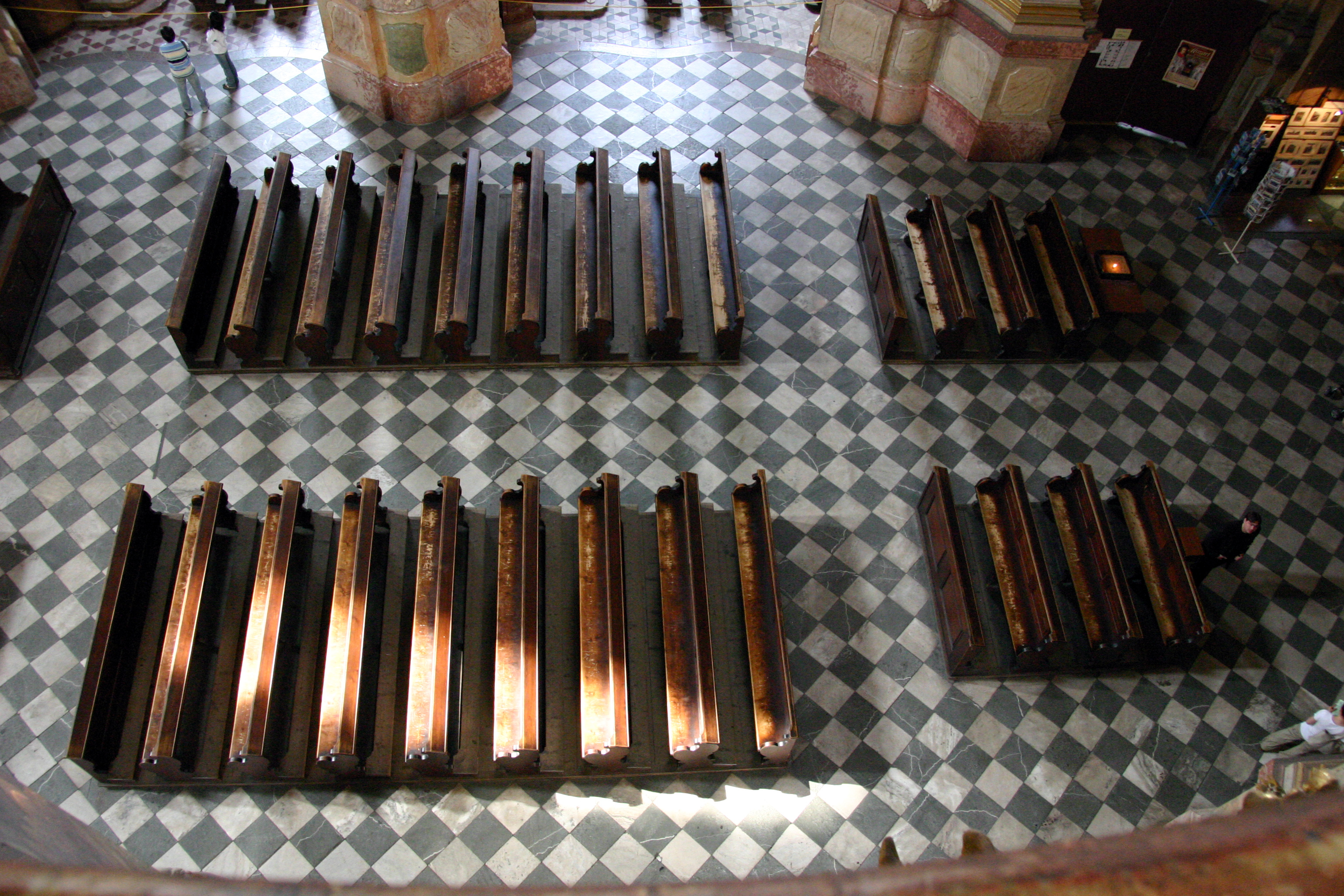
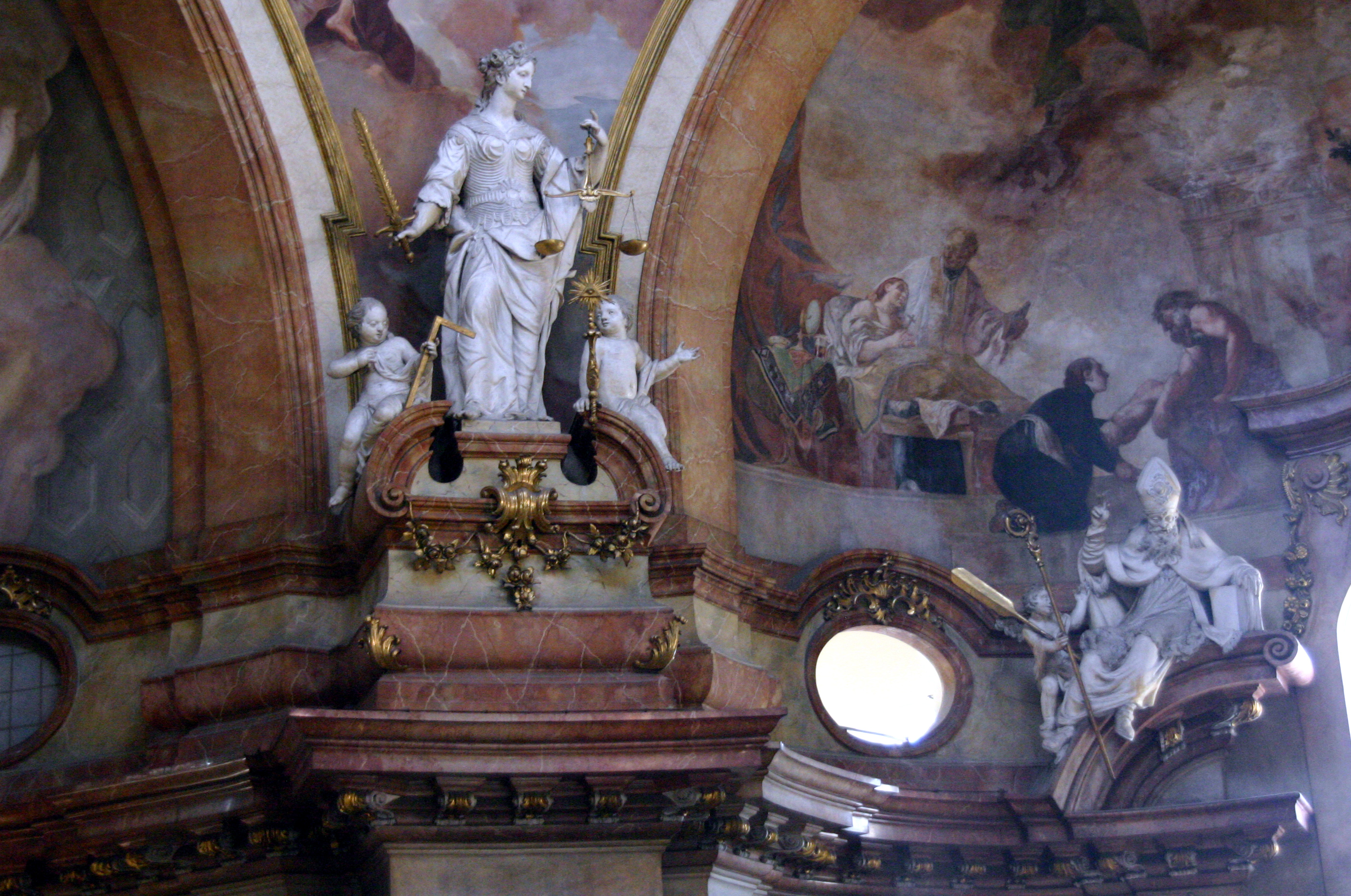
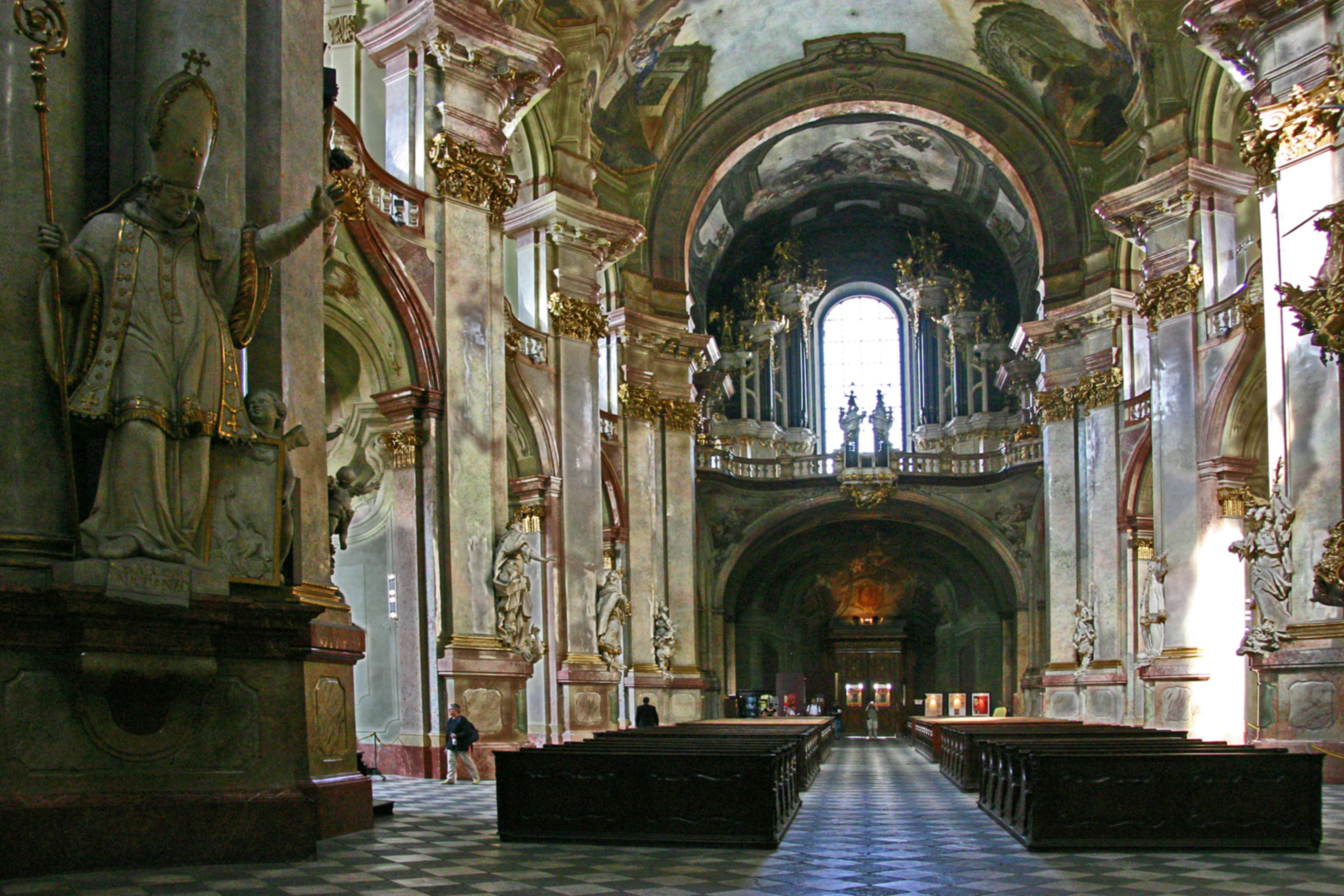